# 普热米斯尔·哈伊尼
普热米斯尔·哈伊尼（捷克語：Přemysl Hajný，1925年12月18日—1993年10月24日），捷克男子冰球运动员。他曾代表捷克斯洛伐克国家队参加1948年冬季奥林匹克运动会冰球比赛，获得一枚银牌。